# Мучник, Борис Исаакович
Борис Исаакович Мучник (3 августа 1948 — 1 июня 2002) — советский и российский педагог, заслуженный учитель РФ.

## Биография
В 1956—1966 годах обучался в средней школе № 2 в Лунинце, в 1958—1963 годах — в детской музыкальной школе в Лунинце в классе баяна. В 1967—1972 годах обучался в Брестском государственном педагогическом институте им. А. С. Пушкина, получил специальность учителя биологии.
- 1966—1968 — преподаватель пения, Кожан-Городокская средняя школа в Лунинце в БССР.
- 1968—1972 — воспитатель, школа-интернат в Лунинце.
- 1972—1973 — учитель биологии, школа-интернат в Лунинце.
- 1973—1975 — учитель биологии, школа № 7 в Гродно.
- 1975—1997 — учитель биологии, школа № 197 (с углубленным изучением предметов естественнонаучного цикла), г. Санкт-Петербург[1].
- 1975—1997 — подготовка учащихся к участию в районных, городских, союзных/российских и «соровских» олимпиадах по биологии
- 1975—1997 — разработка и внедрение авторских учебных курсов и программ по биологии, этике и психологии семейной жизни, валеологии, основам сексуального воспитания
- 1978—1996 — воспитатель и руководитель кружка «Юный биолог» в летние смены в «Лагерях труда и отдыха» (ЛТО), а также в пионерских лагерях «Искорка», «Луч» (Ленэнерго) и «Альбатрос» в пригородах Ленинграда. Во время детских летних каникул 1994—1996 годов Мучник организовал в детских оздоровительных лагерях психологическую службу помощи подросткам на базе программы «Конфликт и общение» института «Открытое общество».
- 1983—1997 — проведение открытых уроков, в том числе и на Ленинградском телевидении (апрель 1989 года), для преподавателей биологии, этики и психологии семейной жизни, а также для директоров школ Ленинграда. Участие в педагогических чтениях, подготовка, организация и проведение городских, междугородних и международных семинаров и конкурсов по усовершенствованию мастерства учителей.
- 1986 — присвоено звание «Отличник народного просвещения».
- 1988 — комплектование первого специализированного биологического класса и разработка курсов и программ для дифференцированного обучения учащихся по предметам естественнонаучного цикла под руководством НИИ школ МНО РСФСР. Распространение передового опыта среди педагогов Ленинграда.
- декабрь 1988 — делегат Всесоюзного съезда работников народного образования в Москве
- декабрь 1988 — участие в программе «Творчество учителя-88» в Ленинградском дворце культуры работников просвещения по темам «Интегрированный курс, реальность или?», «Откуда возьмется экологическая грамотность?», «Биология и нравственность, существует ли взаимосвязь?», «Интимный разговор, как его вести?»
- 1988 — присвоено звание «учитель-методист».
- 1993 — присвоено почетное звание «Заслуженный учитель школы Российской Федерации». Указ президента РФ Б. Н. Ельцина от 27 июля 1993 года.
- 1993—2001 — регулярное участие в качестве воспитателя в детских лагерях отдыха для 35—40 школьников 10—15 лет из Санкт-Петербурга и Гамбурга в Германии, организованных «Jugenderholungswerk Hamburg e.V.» (немецко-русская организация по студенческому обмену, 1993—1995, 1998—2001)[2]
- 1993—1997 — участие в программах Фонда Сороса «Soros Foundation Health Education Project of USA / Central and Eastern Europe and Russia»
- 1994—1997 — наставник-методист образовательной программы «Health Education Programm» Санкт-Петербургского отделения института «Открытое общество». Мучник разработал авторский вариант и проводил занятия по темам «Секс в жизни человека», «Человек и окружающая среда». Разработанные им методические рекомендации были опубликованы на русском и английском языках в сборниках «Опыт работы в школах Санкт-Петербурга», образовательная программа «Здоровье школьника», «Окружающая среда и мировое сообщество», изданное в Будапеште в 1995 году.
- 1994—1998 — лауреат премии Фонда Сороса «Соросовский учитель».
- 1995 — участие в программе «Teacher Training Workshop» Фонда Сороса.
- 1996 — награждён знаком «За гуманизацию школы Санкт-Петербурга»

Методические видеопособия Б. И. Мучника по подготовке учителей к преподаванию тем по сексуальному образованию школьников широко использовались не только на семинарах «Health Education Programm», но и в Санкт-Петербургском государственном университете педагогического мастерства.